# Hypoxylon ochraceum
Hypoxylon ochraceum är en svampart som beskrevs av Henn. 1897. Hypoxylon ochraceum ingår i släktet Hypoxylon och familjen kolkärnsvampar.   Inga underarter finns listade i Catalogue of Life.